# Silvana Suárez
Silvana Rosa Suárez Clarence (Córdova, 29 de setembro de 1958 – Nono, 21 de outubro de 2022) foi uma modelo argentina que venceu o concurso de Miss Mundo 1978.
Ela foi a segunda de seu país a vencer este concurso, tendo sido antecedida por Norma Gladys Cappagli em 1960.

## Biografia
Silvana cresceu numa família de artistas. Seus pais se separaram e ela viveu com sua mãe e quando terminou o Ensino Médio decidiu estudar Arquitetura. "Minha mãe era artista plástica e professora de Artes. Éramos da classe média, assim para mim sempre foi importante ganhar meu próprio dinheiro", disse em 2019 ao Debe Leer.
Ela também contou à mesma publicação que foi sua mãe que insistiu para que fosse modelo. "Começou quando o diário Tiempo Cotidiano organizou um concurso. Minha mãe insistiu e insistiu tanto que me apresentei para o Miss Sierras de Córdoba. E ganhei. Depois chegou o Miss Mundo, sem querer, digamos."

## Miss Mundo 1978
Silvana foi coroada Miss Mundo em 1978, em Londres.

## Vida após os concursos de beleza e morte
Em 2019 disse ao Debe Leer que após entregar sua coroa, entre os 20 e 30 anos de idade, trabalhou como modelo e, assim, conheceu e viveu em diversos países, como o Japão e Tailândia, visitando a Argentina apenas intermitentemente. "Gostei da aventura, mas também foi muito duro porque eu estava sozinha. Não havia as tecnologias de hoje para falar com a família e os amigos", acrescentou. 
Casou-se com o empresário Julio Ramos em 1988, com quem teve dois filhos, Julia e Augusto. O casamento acabou em divórcio - e polêmica noticiada pela imprensa - devido ao comportamento machista dele. "Ele queria o controle total sobre mim. Era uma pessoa com certas patologias, que eu a princípio não percebi" e que foram piorando com os anos.", disse ao Debe Leer. 
Morou em Puerto Madero, onde se dedicou à pintura, tendo inclusive doado um de seus quadros para um leilão durante o Miss Mundo.
Posou para a revista Playboy em 1980. (veja imagem da capa)
Suárez morreu em 21 de outubro de 2022 em Nono, aos 64 anos de idade, devido a um câncer colorretal.